# Chaetodon zanzibarensis
Chaetodon zanzibarensis är en fiskart som beskrevs av Playfair, 1867. Chaetodon zanzibarensis ingår i släktet Chaetodon och familjen Chaetodontidae. IUCN kategoriserar arten globalt som livskraftig. Inga underarter finns listade i Catalogue of Life.